# In Vision
«In Vision» — сборник песен английской рок-группы Queen. Альбом вышел только в Японии на компакт-диске в 2000 году.

## Список композиций
1. «Bohemian Rhapsody» (Фредди Меркьюри) - альбом «A Night at the Opera»
2. «Don't Stop Me Now» (Меркьюри) - альбом «Jazz»
3. «I Was Born to Love You» (Меркьюри) - альбом «Made in Heaven»
4. «You're My Best Friend» (Джон Дикон) - альбом «A Night at the Opera»
5. «Now I'm Here» (Брайан Мэй) - альбом «Sheer Heart Attack»
6. «We Will Rock You» (Мэй) - альбом «News of the World»
7. «We Are the Champions» (Меркьюри) - альбом «News of the World»
8. «Flash» (Мэй) - альбом «Flash Gordon»
9. «One Vision» (Queen) - альбом «A Kind of Magic»
10. «A Kind of Magic» (Роджер Тейлор) - альбом «A Kind of Magic»
11. «Who Wants to Live Forever» (Мэй) - альбом «A Kind of Magic»